# Charles H. Beaubien
Charles H. Beaubien (22 de octubre de 1800 - 6 de febrero de 1864), también conocido como Alexis Beaubien, Don Carlos Beaubien y Charles Trotier, fue un comerciante de pieles estadounidense nacido en Canadá.

## Primeros años de vida
Beaubien nació en Saint-Jean-Baptiste de Nicolet, Quebec y fue bautizado comoAlexis Beaubien (Sieur de Beaubien es un título, su apellido de nacimiento probablemente sea Trotier).
Estudió para ser sacerdote y fue tonsurado en 1820, aunque lo abandonó posteriormente y cambió su nombre a "Charles" en 1820, cambió su residencia a los Estados Unidos (probablemente a San Luis, Misuri, donde trabajó en el negocio de las pieles con la familia Chouteau ).
Posteriormente llegó a Nuevo México en 1823, en compañía de varios canadienses franceses que estaban haciendo Investigaciones en dicha zona. 
Finalmente se estableció en Taos, Nuevo México, que sería  su residencia definitiva, donde solicitó convertirse en ciudadano mexicana. Como era costumbre de los administradores, notarios y escribanos traducir los nombres de extranjeros a nombres cristianos en español, su nombre se registró como "Carlos" en lugar de "Charles", por lo que a menudo aparece como Carlos Beaubien en todos los registros del Territorio de Nuevo México.
En 1827 se casó con María Paula Lobato en una ceremonia dirigida por Antonio José Martínez, quien luego se convertiría en su némesis. Más tarde empezaría un negocio en esa ciudad.

## Concesiones otorgadas
En 1840, el gobernador de Nuevo México , Manuel Armijo, impuso un impuesto a los residentes no nativos de Nuevo México, lo cual se sumó a que los negocios de Beaubien eran asaltados con regularidad.
Beaubien, con la esperanza de abrir negocios fuera del control directo de México, reclutó a Guadalupe Miranda, el Secretario de Gobierno del Territorio de Nuevo México, para solicitar una concesión de 1 700 000 acres (6879,7 km²)   en el lado este de la Sierra Sangre de Cristo. Armijo aprobó la concesión el 4 de enero de 1841 con la condición de que la tierra se colonizara en dos años.
El asentamiento se retrasó por las incursiones de los texanos. En 1843, Beaubien y Miranda cedieron una cuarta parte de su concesión a Charles Bent a cambio de ayuda para establecer ranchos a lo largo de los ríos Ponil, Vermejo, Cimarron y Rayado.
Más tarde, en 1843, Beaubien solicitó una nueva concesión sobre 1 000 000 acres (4046,9 km²) en el Valle de San Luis al este del Río Grande y que se extiendió hasta las cumbres de las Montañas Sangre de Cristo en el sur de Colorado. Como ya tenía una subvención, la nueva fue para su hijo Narciso de 13 años y un socio comercial de Taos, Stephen Louis Lee. El gobernador Armijo aprobó la concesión el 12 de enero de 1844.
El asentamiento se retrasó por la guerra entre México y Estados Unidos en 1846, que cambió el panorama político. Cuando Stephen W. Kearney estableció el gobierno en Santa Fe, Nuevo México en 1846 y estableció a Charles Bent como gobernador. Beaubien fue nombrado uno de los jueces de la Corte Suprema. El Tratado de Guadalupe Hidalgo que puso fin a la guerra afirmó la legalidad de la concesión de Beaubien. El asentamiento a lo largo del Río Culebra comenzó en 1850. Colonos hispanos de Nuevo México fundaron el pueblo de San Luis en 1851. San Luis fue el primer asentamiento permanente en Colorado.

## Revuelta de Taos y vida posterior
Beaubien estaba en la corte en Tierra Amarilla, Nuevo México, cuando estalló la revuelta de Taos en enero de 1847. En la revuelta, el hijo de Beaubien, Narciso (recién llegado de la escuela en Cape Girardeau, Misuri ) y su socio Stephen Louis Lee, y el gobernador Bent fueron asesinados.
Después de que Sterling Price sofocara la rebelión, Beaubien iba a ser el juez que supervisaría el juicio de los asesinos de su hijo, lo que llevó al padre Martínez a acusarlo de "esforzarse por matar a toda la gente de Taos".
Beaubien recurrió a sus yernos Lucien Maxwell y Jesús Abreu para impulsar la concesión de tierras.
En 1851 se retiró a medias del servicio público.
En 1863 vendió la concesión de tierras de Colorado al gobernador de Colorado, William Gilpin, por aproximadamente cuatro centavos el acre ($41,000).

## Otras lecturas
- LeRoy Reuben Hafen; Janet Lecompte (1997). French Fur Traders and Voyageurs in the American West. U of Nebraska Press. pp. 29-. ISBN 0-8032-7302-9.
- David J. Weber (1980). The Taos Trappers: The Fur Trade in the Far Southwest, 1540-1846. University of Oklahoma Press. pp. 181-. ISBN 978-0-8061-1702-7.